# KSS (công ty)
KSS Inc. là một hãng phim hoạt hình Nhật Bản, tham gia các khâu sản xuất, thu âm cũng như dịch thuật. Trong quá khứ họ từng phát hành các video game.

## Anime có sự tham gia sản xuất của KSS
- Barbapapa
- Battle Angel (OVA)
- Calimero
- Comic Party
- Comic Party Revolution
- Dokyusei 2 (OVA)
- Dosokai Yesterday Once More (OVA)
- Dragon Knight: The Wheel of Time (OVA)
- Elf ban Kakyuusei (OVA)
- Elf Princess Rane (OVA)
- Fire Emblem (OVA)
- Golden Boy (OVA)
- Guardian Hearts (OVA)
- Happy Lesson (OVA)
- Happy Lesson
- Happy Lesson Advance
- Happy Lesson The Final (OVA)
- Happy World! (OVA)
- The Heroic Legend of Arslan (OVA)
- Iczelion (OVA)
- Idol Project (OVA)
- Judge (OVA)
- Legend of Basara
- Level C (OVA)
- Lime-iro Senkitan
- Maps
- Mask of Zeguy (OVA)
- Mighty Space Miners (OVA)
- Moekan (OVA)
- Naruto
- Aa! Megami-sama (OVA)
- ONE ~Kagayaku Kisetsu e~ (OVA)
- Phantom - The Animation (OVA)
- Plastic Little (OVA)
- Rei Rei (OVA)
- Saiyuki Reload
- Tattoon Master (OVA)
- To Heart
- True Love Story (OVA)
- Variable Geo (OVA)
- Wedding Peach
- Wind -a breath of heart- (OVA)

## Video game có sự tham gia sản xuất của KSS
- Aoki Densetsu Shoot!
- Casper (Super Famicom release)
- Yokozuna Monogatari
- Bing Bing! Bingo
- Majyūō (King Of Demons)